# Rhododendron fastigiatum
Rhododendron fastigiatum är en ljungväxtart som beskrevs av Adrien René Franchet. Rhododendron fastigiatum ingår i släktet rododendron, och familjen ljungväxter. Inga underarter finns listade i Catalogue of Life.